# 柴真揚流
柴真揚流（しばしんようりゅう）とは、柔術の流派の一つ。
遠州（現在の浜松市）の藤田銀八郎が天神真楊流、楊心流、真之神道流を基に開いた柴新流を阿波国の矢田一心斎が改良を加え柴真揚流と改名したものである。

## 歴史
藤田銀八郎の弟子、矢田鉄之助が開いた流派である。柴新流の影響を強く受けていることから、流祖は藤田銀八郎となっている。藤田銀八郎は遠州浜松の人で、井上河内守の目付役を勤めていた。
矢田一心斎は、麻植郡學島村児島の粟飯原眞吾に就いて天神真楊流柔術を学んだ後、安房国の柳島信行に就いて神之楊心流を学んだ。遠州浜松に立ち寄った際、藤田銀八郎に就いて柴新流を学び、これまで学んだ天神真楊流、神之楊心流、柴新流の秀でた点を選び、これに工夫を加え柴真揚流柔術を創始した。
柔術、剣、棒、三道具、居合、長巻、鎖鎌、槍、捕縄など膨大な技術体系を確立していたが、柔術及び棒術・剣術・小太刀居合の一部の技を除き失傳した。

初心は白、目録は浅葱、免許以上は黒の鉢巻を締める。
香川県出身の政治家で自由民主党結党による保守合同を成し遂げた最大の功労者、三木武吉は柴真揚流を学んでおり『三木武吉太閤記』に柴真揚流について語る場面が何度かある。
それによると、双葉山定次を立浪部屋に入門させた、当時の大分県警察部長の双川喜一（香川県警察部長、滋賀県警察部長、新潟県警察部長を歴任、後に明治大学専務理事）も柴真揚流を学んでおり、双葉山定次が前人未到の連続優勝を成し遂げたのは双川が柴真揚流の極意を授けていたからだとも言われていると説明している。
また、柴真揚流の秘められた教本の中には「武は四角三角なり」という言葉がある。
敵が倒れまいとして四角に頑張っていても四本の柱を一度に倒す必要はなくその内の一本を崩せば、後の三角は自然に倒れてしまうという教えであるという。
この教えは、自由民主党結党による保守合同を実現させるため合同反対派に対する策として用いられた。

## 千人捕遠当術
如何なる流派にも見られない千人遠当の術を伝えており、これを四代目の渡辺監物が陸軍省科学研究所に提供したところ効力優秀として感謝状を贈られた。
中山忠直が渡辺豊から聞いた話の中で、千人捕遠当術を矢田一心斎が使ったという逸話がある。阿波国で百姓一揆があった際、召捕方より命を受けた矢田一心斎が一人で向かった。一揆の幹部30人と寺で話し合い非を説いたが全く応じなかったため、千人捕遠当術を室内で使い30人同時に同時に倒した。その後、全員を三寸縄で縛り活法で蘇生させ、荒縄で一纏めに繋いで連れ帰ったとされる。

## 隠形
柴真揚流には煙幕を用いる術があり隠形という。隠形には二種類あり黒隠と白隠がある。これを用いると周囲に煙が広がり甚だしく咳を発して立つことすらできないほど敵が弱るとされる。使用者は口に薬物を含むことで逃れる仕組みであった。

## 系譜
切紙→目録→免許→免許皆伝
- 流祖　　藤田銀八郎一覺斎藤原義重
- 二代目　矢田鉄之助一心斎平好男
  - 齋田五郎一揚斎源尊房（讃岐）
    - 渡邊監物一春斎源豊（一秀斎とも）
      - 双川喜一 一真斎[5]（免許皆伝、一剱斎とも）
        - 双川喜文
        - 双川道行

      - 三野剛嗣一謙斎藤原守亮（免許皆伝）
        - 三野守造 一譲斎　　免許
        - 渡辺亥之介 一述斎　免許
        - 町川清　　　目録
          - 小佐野淳　（柔術・棒術・剣術・小太刀居合を学ぶ）

        - 左光幸男　　目録
        - 町川忠春　　目録
        - 向井忠雄　　目録
        - 竹内清　　　目録
        - 左光逸見　　目録
        - 川田久好　　目録[4][6]

      - 小西康裕[7]
      - 田村隆夫
      - 三木万吉
      - 渡辺栄

    - 𠮷岡豊輔

  - 矢田元（一心斎の甥、学島）
  - 海原麟兵衛[8]
  - 井上萬吉
  - 安友一意齋竜資平正真
    - 三宅寿吉

## 技法
柔術の他に、剣、棒、三道具、長巻、小太刀居合、捕縄などを伝えていた。
柴真揚流の柔術は當身を多用することを特長としている。